# Blanche Talmud
Blanche Talmud (* um 1900; † um 1990) war eine US-amerikanische Tanzlehrerin, Tänzerin und Choreographin.

## Leben
Talmud wuchs in New York auf. Sie studierte u. a. Eurhythmie nach Émile Jaques-Dalcroze und wurde eine der wichtigen Tanzlehrerinnen an der Neighborhood Playhouse School of the Theatre. Zu den Schülern ihrer Klasse zählten Anna Sokolow, Sophie Maslow, Helen Tamiris, Lillian Shapero, Edith Segal und Jean Rosenthal. Die meisten der Haupttänzer im Agitprop- oder linkspopulistischen Arbeitertanz der Zeit waren ihre Studenten, die sich für Minderheiten wie Afroamerikaner, Okies, Arbeiter, die sich gewerkschaftlich organisieren wollten, und Antifaschisten einsetzten.
Sie trat mit Adolf Bolms Ballett Intime und 1917 mit dem Roshanara Chorus auf. In den 1930er Jahren wirkte sie an mehreren Humphrey-Weidman-Produktionen mit. Choreographin war sie u. a. bei der Neighborhood-Playhouse-Produktion Grand Street Follies (1926).